# Pagellus bellottii
Espèce
Statut de conservation UICN

 LC  : Préoccupation mineure
Le Pageot à tache rouge (Pagellus bellottii) est un poisson marin de la famille des Sparidae. Il a aussi comme nom vernaculaire Fausse Dorade, Pageau, et Pageot.
Il se rencontre dans l'Atlantique Est, des côtes marocaines jusqu'à celles de l'Angola, mais également dans le sud-est de la Méditerranée.

## Description
Pagellus bellottii mesure jusqu'à 42 cm.